# Critics' Choice Movie Award du meilleur maquillage
Le Critics' Choice Movie Award du meilleur maquillage (Broadcast Film Critics Association Award for Best Makeup) est une récompense décernée aux professionnels de l'industrie du cinéma par le jury de la Broadcast Film Critics Association depuis 2010.

## Palmarès

### Années 2010
- 2010[1] : District 9
  - Avatar
  - Nine
  - La Route (The Road )
  - Star Trek

- 2011[2] : Alice au pays des merveilles (Alice in Wonderland)
  - Black Swan
  - Harry Potter et les Reliques de la Mort - 1re partie (Harry Potter and the Deathly Hallows - Part 1)
  - True Grit

- 2012[3] : Harry Potter et les Reliques de la Mort - 2e partie (Harry Potter and the Deathly Hallows - Part 2)
  - Albert Nobbs
  - La Dame de fer (The Iron Lady)
  - J. Edgar
  - My Week with Marilyn

- 2013[4] : Cloud Atlas
  - Le Hobbit : Un voyage inattendu (The Hobbit: An Unexpected Journey)
  - Lincoln
  - Les Misérables

- 2014[5] : American Bluff (American Hustle)
  - Le Hobbit : La Désolation de Smaug (The Hobbit: The Desolation of Smaug)
  - Le Majordome (Lee Daniels' The Butler)
  - Rush
  - Twelve Years a Slave

- 2015[6] : Les Gardiens de la galaxie (Guardians of the Galaxy)
  - Foxcatcher
  - Le Hobbit : La Bataille des Cinq Armées (The Hobbit: The Battle of the Five Armies)
  - Into the Woods
  - Maléfique (Maleficent)
- 2016 : Mad Max: Fury Road
  - Strictly Criminal (Black Mass)
  - Carol
  - Danish Girl
  - Les Huit Salopards (The Hateful Eight)
  - The Revenant
- 2017 : Jackie
  - Doctor Strange
  - Les Animaux fantastiques (Fantastic Beasts and Where to Find Them)
  - Tu ne tueras point (Hacksaw Ridge)
  - Star Trek : Sans limites (Star Trek Beyond)
- 2018 : Les Heures sombres (Darkest Hour)
  - La Belle et la Bête (Beauty and the Beast)
  - Moi, Tonya (I, Tonya)
  - La Forme de l'eau (The Shape of Water)
  - Wonder

- 2019 : Vice
  - Black Panther
  - Bohemian Rhapsody
  - La Favorite (The Favourite)
  - Marie Stuart, reine d’Écosse (Mary Queen of Scots)
  - Suspiria

### Années 2020
- 2020 : Scandale (Bombshell)
  - Dolemite Is My Name
  - The Irishman
  - Joker
  - Judy
  - Once Upon a Time… in Hollywood
  - Rocketman

- 2021 : Le Blues de Ma Rainey (Ma Rainey's Black Bottom)
  - Emma.
  - Une ode américaine (Hillbilly Elegy)
  - Mank
  - Promising Young Woman
  - The United States vs. Billie Holiday

- 2022 : Dans les yeux de Tammy Faye (The Eyes of Tammy Faye)
  - Cruella
  - Dune
  - House of Gucci
  - Nightmare Alley

- 2023 : Elvis
  - Babylon
  - The Batman
  - Black Panther: Wakanda Forever
  - Everything Everywhere All at Once
  - The Whale

- 2024 : Barbie
  - La Couleur pourpre (The Color Purple)
  - Maestro
  - Oppenheimer
  - Pauvres Créatures (Poor Things)
  - Priscilla

- 2025 : Stéphanie Guillon, Frédérique Arguello et Pierre-Olivier Persin pour The Substance
  - Christine Blundell, Lesa Warrener et Neal Scanlan pour Beetlejuice Beetlejuice
  - L'équipe de maquilleurs de Dune, deuxième partie (Dune: Part Two)
  - Frances Hannon, Sarah Nuth et Laura Blount pour Wicked
  - Traci Loader, Suzanne Stokes-Munton et David White pour Nosferatu
  - Mike Marino, Sarah Graalman et Aaron Saucier pour A Different Man